# Штутгартер Кікерс
Штутгартер Кікерс (нім. Sportverein Stuttgarter Kickers e.V.) — спортивне товариство з району Дегерлох (Штутгарт, Німеччина), найбільш відоме своїм футбольним клубом.

## Досягнення
- Віцечемпіон Німеччини: 1908
- Фіналіст Кубка Німеччини: 1987
- Переможець Кубка Інтертото: 1981